# Heterostemma urceolatum
Heterostemma urceolatum är en oleanderväxtart som beskrevs av Dalz.. Heterostemma urceolatum ingår i släktet Heterostemma och familjen oleanderväxter. Inga underarter finns listade i Catalogue of Life.